# Tim Zeegers
Tim Zeegers (Geulle, 12 maart 2000) is een Nederlands voetballer die als Verdediger voor MVV Maastricht speelt.

## Carrière
Tim Zeegers speelde in de jeugd van Geulsche Boys en MVV Maastricht, waar hij vanaf 2018 bij de eerste selectie zat. Hij debuteerde voor MVV op 30 augustus 2020, in de met 0-0 gelijkgespeelde uitwedstrijd tegen Almere City FC. Hij begon in de basis en werd in de 79e minuut vervangen door Marko Kleinen. Hij ontwikkelde zich tot basisspeler.

## Statistieken
| Seizoen                   | Club           | Competitie     | Competitie | Competitie | Beker | Beker | Totaal | Totaal |
| Seizoen                   | Club           | Competitie     | Wed.       | Dlp.       | Wed.  | Dlp.  | Wed.   | Dlp.   |
| ------------------------- | -------------- | -------------- | ---------- | ---------- | ----- | ----- | ------ | ------ |
| 2018/19                   | MVV Maastricht | Eerste divisie | 0          | 0          | 0     | 0     | 0      | 0      |
| 2019/20                   | MVV Maastricht | Eerste divisie | 0          | 0          | 0     | 0     | 0      | 0      |
| 2020/21                   | MVV Maastricht | Eerste divisie | 31         | 0          | 1     | 0     | 32     | 0      |
| 2021/22                   | MVV Maastricht | Eerste divisie | 17         | 0          | 1     | 0     | 18     | 0      |
| 2022/23                   | MVV Maastricht | Eerste divisie | 22         | 0          | 1     | 0     | 23     | 0      |
| 2023/24                   | MVV Maastricht | Eerste divisie | 23         | 0          | 1     | 0     | 24     | 0      |
| 2024/25                   | MVV Maastricht | Eerste divisie | 30         | 0          | 1     | 0     | 31     | 0      |
| Carrièretotaal            | Carrièretotaal | Carrièretotaal | 123        | 0          | 5     | 0     | 128    | 0      |
| Bijgewerkt op 12 mei 2025 |                |                |            |            |       |       |        |        |